# Mira per mi
Mira per mi (títol original en anglès: See for Me) és una pel·lícula de thriller canadenca de 2021 dirigida per Randall Okita.
La pel·lícula es va rodar el 2020, amb la producció interrompuda temporalment per la pandèmia de la COVID-19 al Canadà. A l'American Film Market de 2020 es va projectar per als distribuïdors, abans de fer l'estrena pública al Festival de Cinema de Tribeca de 2021.

## Argument
La Sophie (Skyler Davenport) és una adolescent amb discapacitat visual que passa uns dies en una mansió, quan tres delinqüents irrompen a casa per a robar-la. La Sophie es troba en aquell moment sola i l'única defensa que té és una aplicació per a telèfons intel·ligents anomenada «Mira per mi» que la connecta amb la Kelly (Jessica Parker Kennedy), una veterana de l'exèrcit que ha d'utilitzar l'aplicació per a veure l'entorn de la Sophie i guiar les seves accions.

## Repartiment
Els principals intèrprets del repartiment són:
- Skyler Davenport com a Sophie Scott
- Jessica Parker Kennedy com a Kelly
- Laura Vandervoort com a Debra
- Matthew Gouveia com a Cabbie
- Emily Piggford com a Deputy Brooks
- Joe Pingue com a Dave
- Kim Coates com a Rico
- Pascal Langdale com a Ernie
- Keaton Kaplan com a Cam
- George Tchortov com a Otis

## Recepció
La pel·lícula va guanyar 23.070 $ en el seu primer cap de setmana Als Estats Units i al Canadà, 8.314 $ en el segon, i 3.391 $ en el tercer.
A l'agregador de crítiques Rotten Tomatoes, el 76% de les 66 crítiques són positives, amb una nota mitjana de 6.5/10. El consens crític del lloc web afirma: «un thriller d'invasió domèstica amb un gir enginyós, Mira per mi es veu encara més elevat per l'actuació principal magnètica de Skyler Davenport». Metacritic, que utilitza una mitjana ponderada, va assignar a la pel·lícula una puntuació de 59 sobre 100 d'acord amb 14 crítiques, indicant-les com a «crítiques mixtes o mitjanes».